# Renée Reni
Renée Reni-Gineste, née le 26 juin 1925 à Champigny-sur-Marne et morte le 1er juin 2005 à Thonon-les-Bains, est une joueuse de basket-ball française.

## Biographie

### Famille
Renée Reni est la sœur d'Arlette Reni, elle aussi joueuse internationale de basket-ball.

### Carrière en club
Renée Reni évolue en club au CO Paris.

### Carrière en sélection
Elle joue un seul match pour l'équipe de France le 16 février 1950 en amical contre la Yougoslavie.